# Maishofen
Maishofen ist eine Gemeinde mit 3667 Einwohnern (Stand 1. Jänner 2025) und ein Dorf im Salzburger Land im Bezirk Zell am See in Österreich.

## Geografie
Die Gemeinde liegt im Pinzgau im Salzburger Land zwischen Zell am See, Saalfelden und Viehhofen am Beginn des Glemmertales Richtung Saalbach-Hinterglemm. Der Ort selbst liegt in der Nähe des Zeller Sees inmitten der Pinzgauer Grasberge.
Die Gemeinde hat eine Fläche von dreißig Quadratkilometer. Davon sind 49 Prozent bewaldet, 35 Prozent werden landwirtschaftlich genutzt und sieben Prozent sind Almen.

### Gemeindegliederung
Das Gemeindegebiet umfasst drei Ortschaften (in Klammern Einwohnerzahl Stand 1. Jänner 2025):
- Atzing (587)
- Maishofen (1951)
- Mitterhofen (1129)

Die Gemeinde besteht aus den Katastralgemeinden Atzing, Maishofen und Mitterhofen.

### Nachbargemeinden
|           | Saalfelden am Steinernen Meer               |  |
| Viehhofen | Kompassrose, die auf Nachbargemeinden zeigt |  |
|           | Zell am See                                 |  |

## Geschichte

### Frühgeschichte
Auf eine Besiedlung in der Bronzezeit weist ein im Lahntal-Kirchhamer-Moor gefundener Knüppeldamm hin. Rodungen und gezielte Landnahmen fanden vom 6. bis zum 8. nach-christlichen Jahrhundert durch die Bajuwaren statt. Deshalb gehörte der gesamte Pinzgau zum Hoheitsgebiet des späteren Herzogs von Bayern. Der Ort Maisnhauen (Maishofen) wird erstmals 1338 urkundlich erwähnt. Der Name leitet sich Rodung (Schlag, gerodete Waldfläche, Moas) ab. Die ursprünglich große Au wurde zwischen 1550 und 1560 an mehrere Besitzer aufgeteilt. Am Anfang des 19. Jahrhunderts wurden alle bischöflichen Besitzungen säkularisiert. Bayern versteigerte diese an den Meistbietenden.

### Schloss Saalhof
Das Schloss Saalhof stammt vermutlich aus dem 13. Jahrhundert, wo 1296 ein „Konrad der Teufel“ Besitzer des Gutes zu Saal genannt wird. Für das Lehen der Salzburger Erzbischöfe wird 1433 Oswald Eisenstang als Besitzer urkundlich erwähnt. Durch Heirat gelangte der Besitz 1461 an Heinrich Hackl zu Saal. Die Gläubiger eines hochverschuldeten Nachfolgers verkaufen das Gut 1584 an die Familie Aman von Judendorf. Diese bauen das Anwesen 1606 zu seinem heutigen Aussehen aus, einem drei- bis viergeschoßigem quadratischen Gebäude mit aufgesetzten Ecktürmchen. Nach wechselnden Besitzern gelangt der Ansitz 1874 an die Familie Rieder, deren Nachkommen das Gut heute noch gehört. Es ist immer noch das Zentrum eines landwirtschaftlichen Betriebes, der auch Apartments vermietet.

### Schloss Kammer
Der ehemalige Bauernhof wird erstmals 1466 erwähnt, als er dem Polykarp Hunt auf Dorfheim bei Saalfelden gehörte. 1582 kaufte ihn Freiherr Dietrich von Kuen-Belasy der Familie Kammer ab, löste das Lehen ab und besaß das Gut als freies Eigen. Er baute den Ansitz und die Kapelle, die 1617 geweiht wurde. Nach einem Brand 1711 blieb das Gebäude lange Zeit eine Ruine, die Kapelle wurde 1713 wieder errichtet. Im Jahr 1722 kauften die Bischöfe von Chiemsee die Herrschaft und ließen das Schloss auf der Basis des erhaltenen gotischen Erdgeschoßes wieder aufbauen. Nach der Säkularisation des Bistums erwarb 1812 der frühere Pächter Josef Neumayer das Gut. Der Besitz, der 1994 restauriert wurde, ist noch heute im Besitz dieser Familie und wird als Landgasthof und Schlosshotel betrieben.

### Schloss Prielau
Erstmals urkundlich erwähnt wird das Schloss, als 1425 sein Besitzer Christan Glaser zu Prielau genannt wird. Die Pinzgauer Familie des Polykarp Hunt war 1466 Eigentümer, später ging das Anwesen an die Familie von Rettenwörth. Diese ließ den Ansitz zwischen 1560 und 1565 zum heutigen Aussehen ausbauen. 1590 kam das Gut an die Familie von Belasy und blieb in deren Besitz, bis es 1722 gemeinsam mit Schloss Kammer von Franz Anton Adolf von Wagenberg, dem Bischof von Chiemsee, gekauft wurde. Nach der Säkularisation des Bistums wurde es wiederum gemeinsam mit Schloss Kammer von Franz Neumayer erworben. Seine Nachkommen verkauften das Schloss 1932 an Gertrude von Hofmannsthal, die Witwe des Schriftstellers Hugo von Hofmannsthal. Die Gestapo beschlagnahmte 1940 das Gebäude. 1947 wurde es der emigrierten Familie zurückgegeben, die es jedoch nicht mehr bewohnte. Im Jahr 1987 kaufte die Familie Porsche das Schloss, restaurierte es und betreibt es seitdem als Hotel.

### Neuzeit
- 1838: Bau des ersten Schulhauses in Maishofen. Es stand auf dem Platz, wo jetzt die Raiffeisenkasse steht.[7]
- 1873: Bau der Eisenbahnlinie von Salzburg nach Innsbruck durch das Gemeindegebiet
- 1894: Erhebung von Maishofen zur Pfarre
- 1894: Gründung der Freiwilligen Feuerwehr Maishofen[8]
- 1902: Eröffnung des Elektrizitätswerks in Kammer
- 1908: Neubau der Volksschule
- 1925: Einführung der täglichen Postzustellung
- 1925: Auflassung der Bahnstation
- 1953: Gründung der Landjugend Maishofen aus der 4-H-Gruppe und Pfarrjugend[9]
- 1958: Bau des neuen Gemeindeamtes
- 1970: Das Torfmoos in Lahntal-Kirchham wird zum Landschaftsschutzgebiet erklärt.
- 1997: Neubau des Kindergartens.[10]
- 2017: Eröffnung Haus der Feuerwehr und Vereine mit Modernisierung, Bauhof und Recyclinghof[11]
- 2024: Modernisierung Bahnhof Maishofen-Saalbach für die Alpine Skiweltmeisterschaften 2025[12]

### Bevölkerungsentwicklung

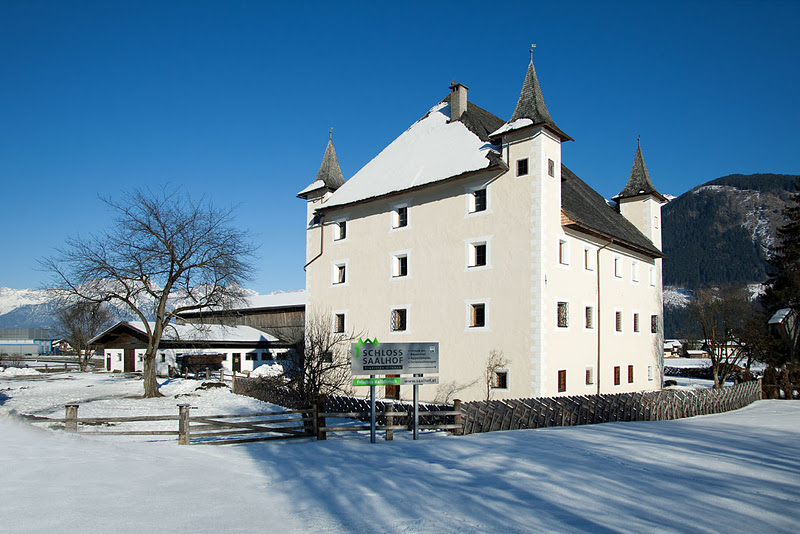
Schloss Saalhof

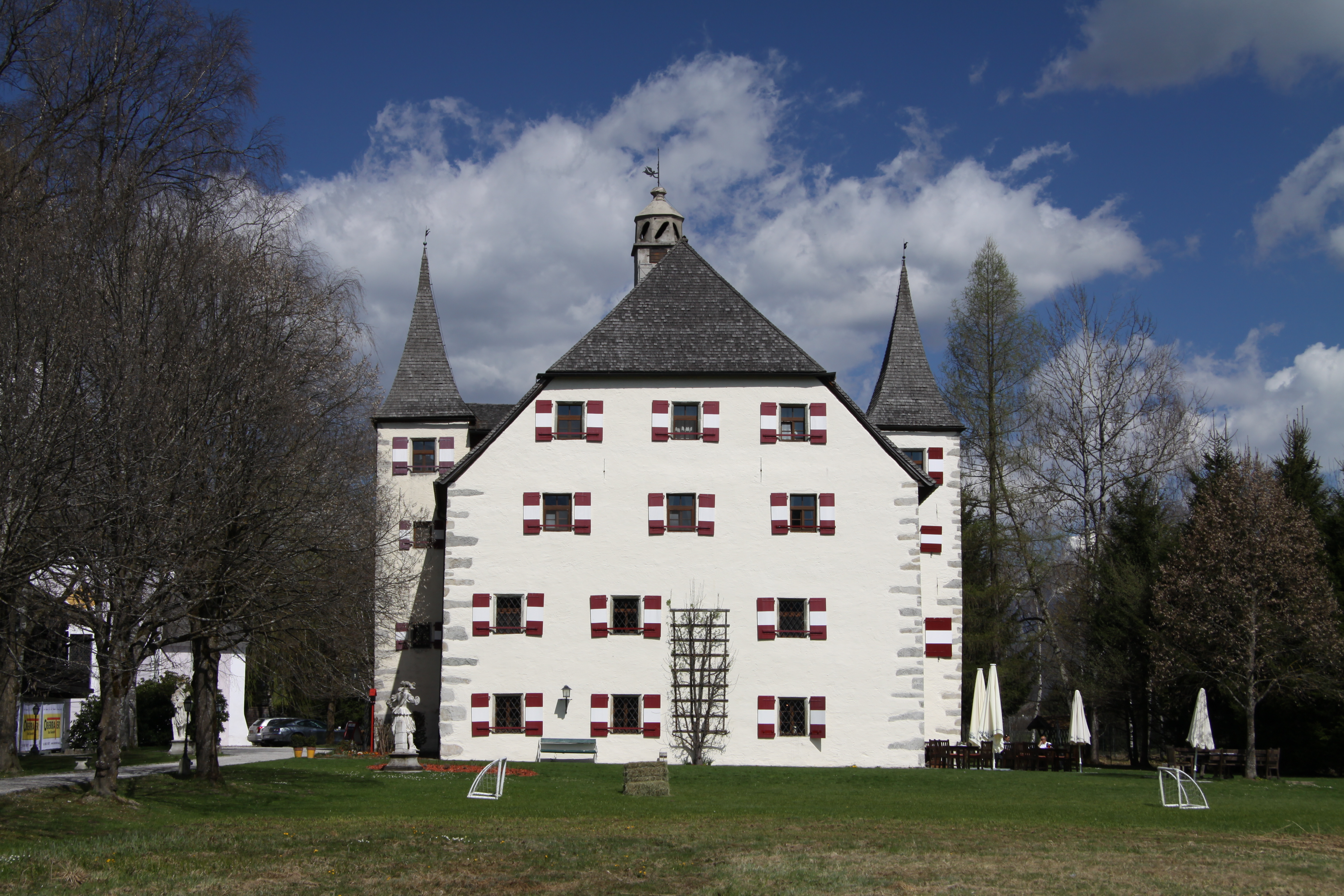
Schloss Prielau

## Kultur und Sehenswürdigkeiten

### Bauwerke
- Schloss Saalhof
- Schloss Prielau
- Stiegerschlössl
- Schloss Kammer
- Katholische Pfarrkirche Maishofen hl. Maria
- Katholische Filialkirche Prielau
- Stablbergkapelle

### Regelmäßige Veranstaltungen
- Vor allem während der Sommermonate bietet die Kulturinitiative Culturkreis Maishofen[13] verschiedenste Veranstaltungen (v. a. Konzerte, Ausstellungen, Theateraufführungen) an. Auch wird häufig eine besonders für Familien geeignete Kleintierschau abgehalten.

## Wirtschaft und Infrastruktur

### Wirtschaftssektoren
Von den 66 landwirtschaftlichen Betrieben des Jahres 2010 wurden 31 im Haupt-, 29 im Nebenerwerb und sechs von juristischen Personen geführt. Im Produktionssektor arbeiteten 765 Erwerbstätige im Bereich Herstellung von Waren und 114 in der Bauwirtschaft. Die wichtigsten Arbeitgeber des Dienstleistungssektors waren die Bereiche Handel (545), freiberufliche Dienstleistungen (362), soziale und öffentliche Dienste (209) und Beherbergung und Gastronomie (107 Mitarbeiter).
| Wirtschaftssektor            | Anzahl Betriebe | Anzahl Betriebe | Anzahl Betriebe | Erwerbstätige | Erwerbstätige | Erwerbstätige |
| Wirtschaftssektor            | 2021            | 2011            | 2001            | 2021          | 2011          | 2001          |
| ---------------------------- | --------------- | --------------- | --------------- | ------------- | ------------- | ------------- |
| Land- und Forstwirtschaft 1) | 48              | 66              | 71              | 111           | 69            | 82            |
| Produktion                   | 56              | 35              | 34              | 876           | 879           | 753           |
| Dienstleistung               | 256             | 230             | 130             | 1696          | 1382          | 816           |

1) Betriebe mit Fläche in den Jahren 2010 und 1999
| Im Jahr 2022 pendelten 1204 der 1879 Erwerbstätigen aus. Von den umliegenden Gemeinden kamen 1550 Menschen zur Arbeit nach Maishofen. Maishofen ist ein Wintersportort. Es ist ein Ausgangspunkt für die Schigebiete in Saalbach-Hinterglemm, Zell am See und Kaprun. In Maishofen beginnen Langlauf-Loipen (klassisch und Skating), die bis nach Saalfelden / Leogang / Maria Alm gespurt sind. Außerdem gibt es einen Kinderlift bei Schloss Kammer. Die Anzahl der Übernachtungen stieg von 184.000 im Jahr 2010 auf 246.000 im Jahr 2019. | Die zur Anzeige dieser Grafik verwendete Erweiterung wurde dauerhaft deaktiviert. Wir arbeiten aktuell daran, diese und weitere betroffene Grafiken auf ein neues Format umzustellen. (Mehr dazu) |

### Verkehr
- Eisenbahn: Durch das Gemeindegebiet verläuft die Salzburg-Tiroler-Bahn. Die Haltestelle Maishofen-Saalbach liegt südöstlich des Ortszentrums.
- Straße: Die wichtigste Straßenverbindung ist die Pinzgauer Straße B311, die das Gemeindegebiet in Nord-Süd-Richtung durchquert.

## Politik

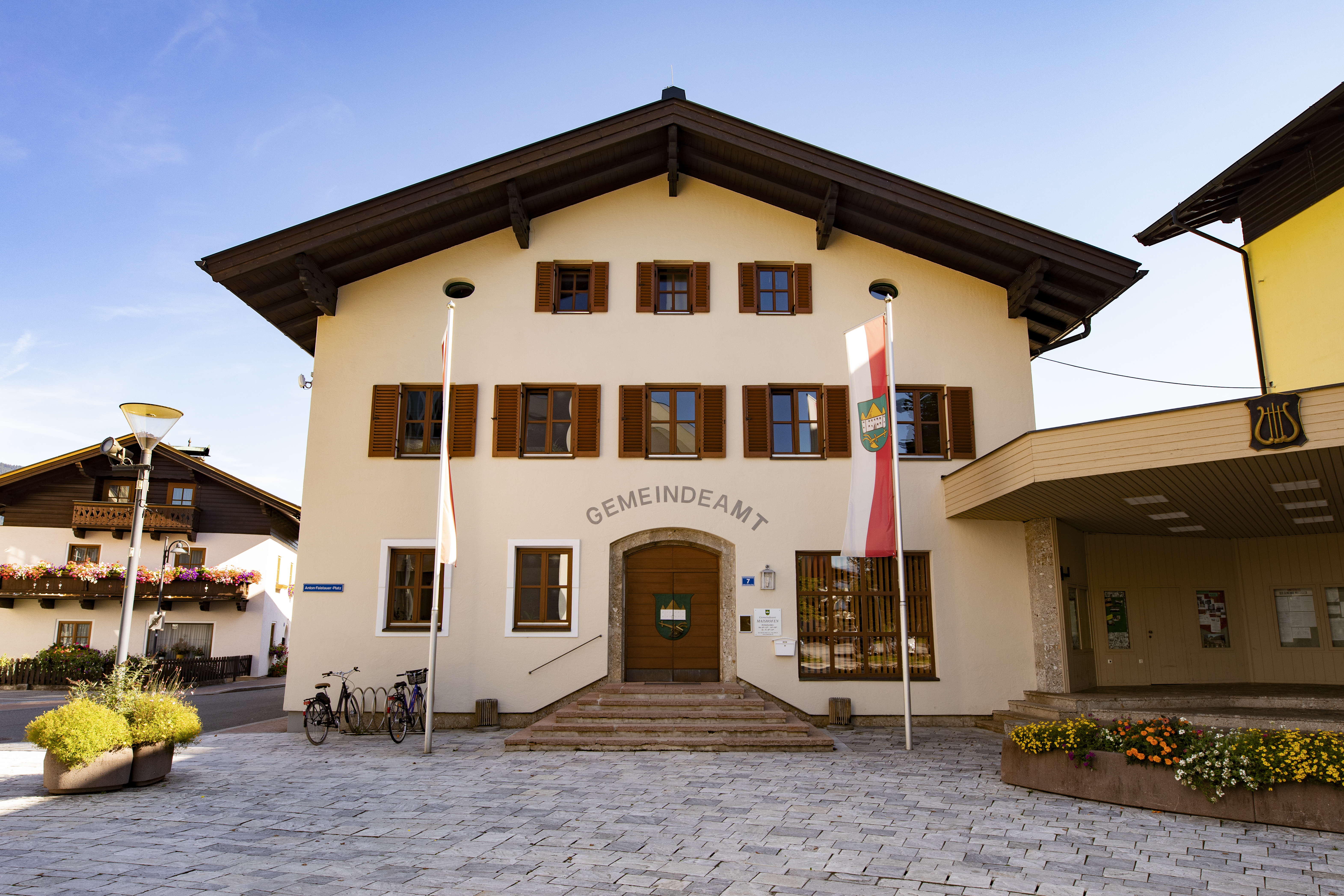
Gemeindeamt Maishofen

### Gemeinderat
| Gemeinderatswahl 2024Wahlbeteiligung: 71,8 % 706050403020100 63,1 % (+9,5 %p)36,9 % (−9,5 %p) ÖVPSPÖ20192024 |

Die Gemeindevertretung hat seit 2019 insgesamt 21 Mitglieder.
- Mit den Gemeindevertretungs- und Bürgermeisterwahlen in Salzburg 2004 hatte die Gemeindevertretung folgende Verteilung: 11 ÖVP, 7 SPÖ, und 1 FPÖ. (19 Mitglieder)
- Mit den Gemeindevertretungs- und Bürgermeisterwahlen in Salzburg 2009 hatte die Gemeindevertretung folgende Verteilung: 10 ÖVP, 7 SPÖ, 1 FPÖ, und 1 PFM. (19 Mitglieder)
- Mit den Gemeindevertretungs- und Bürgermeisterwahlen in Salzburg 2014 hatte die Gemeindevertretung folgende Verteilung: 12 ÖVP, 5 SPÖ, 1 FPÖ, und 1 PFM. (19 Mitglieder)
- Mit den Gemeindevertretungs- und Bürgermeisterwahlen in Salzburg 2019 hatte die Gemeindevertretung folgende Verteilung: 11 ÖVP und 10 SPÖ.
- Mit den Gemeindevertretungs- und Bürgermeisterwahlen in Salzburg 2024 hat die Gemeindevertretung folgende Verteilung: 13 ÖVP und 8 SPÖ.[19]

|  | Die zur Anzeige dieser Grafik verwendete Erweiterung wurde dauerhaft deaktiviert. Wir arbeiten aktuell daran, diese und weitere betroffene Grafiken auf ein neues Format umzustellen. (Mehr dazu) |

### Bürgermeister
- 1964–1968 Albin Neumayr (ÖVP)[20]
- 1969–1983 Johann Brunner (ÖVP)[21]
- 1983–1990 Hans Rieder (ÖVP)[22]
- 1990–2004 Alois Neumayer (ÖVP)[23]
- 2004–2024 Franz Eder (ÖVP)
- seit 2024 Stefan Aglassinger (ÖVP)[24]

### Wappen
Das Wappen der Gemeinde bedeutet: „In grünem Schild die Frontansicht eines zweigeschossigen silbernen Schlosses mit zwei runden Ecktürmen, alle Gebäudeteile mit goldenen Spitzdächern, darunter rechtshin ein goldener Pflug ohne Räder, mit goldener Pflugschar und Sechmesser.“ Das Schloss stellt die vier Schlösser in Maishofen dar: Schloss Prielau, Stiegerschlössel, Schloss Saalhof und Schloss Kammer.

## Persönlichkeiten

### Ehrenbürger der Gemeinde
- 2011: Alois Neumayer (* 1941), Bürgermeister von Maishofen 1990–2004[25][26]

### Söhne und Töchter der Gemeinde
- Mathias Neumayer (1832–1902), Gutsbesitzer und Abgeordneter zum Österreichischen Abgeordnetenhaus
- Bartholomäus Hasenauer (1892–1980), Salzburger Politiker (ÖVP)
- Hans Rieder (1940–2013), österreichischer Politiker (ÖVP)
- Gottfried Breitfuss (* 1958), Schauspieler
- Leopold Lainer (* 1960), ehemaliger Fußball-Nationalspieler
- Christopher Schläffer (* 1969), österreichischer Manager

### Mit der Gemeinde verbundene Persönlichkeiten
- Anton Faistauer (1887–1930), Künstler (in Maishofen begraben)
- Ernst Riedlsperger (* 1963), ehemaliger österreichischer Skirennläufer
- Georg Streitberger (* 1981), österreichischer Skirennläufer
- Thomas Vanek (* 1984), österreichischer Eishockey-Profi (verbrachte den Großteil seiner Kindheit in Maishofen)